# دانيال بيرثيوم
دانيال بيرثيوم هو عازف بيانو كندي، ولد في 1956 في مونتريال في كندا.